# Forsthaus Böllenfalltor
Das Forsthaus Böllenfalltor ist ein Bauwerk in Darmstadt.

## Geschichte und Beschreibung
Das zweigeschossige Holzwohnhaus mit Remise wurde in den Jahren 1931 bis 1933 erbaut.
Architekt war wahrscheinlich der Regierungsbaurat Emil Hofmann.
Das Bauwerk gehört stilistisch zum Traditionalismus der Vorkriegszeit.
Das Bauwerk besitzt einen schlichten Baukörper mit symmetrischer Gliederung, eine markante waagrechte Stülpschalung sowie ein biberschwanzgedecktes Walmdach.
Die Remise – aus den gleichen Materialien erbaut – steht im rechten Winkel zum Wohnhaus.

## Denkmalschutz
Heute dient das ehemalige Forsthaus als Wohngebäude. Aus architektonischen und stadtgeschichtlichen Gründen ist das Bauwerk ein Kulturdenkmal.